# Galilea (streek)

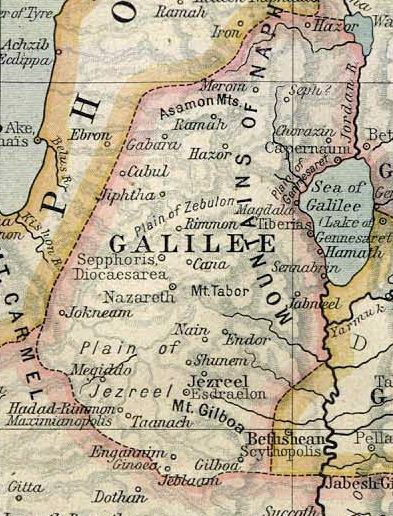
Galilea aan het begin van de christelijke jaartelling

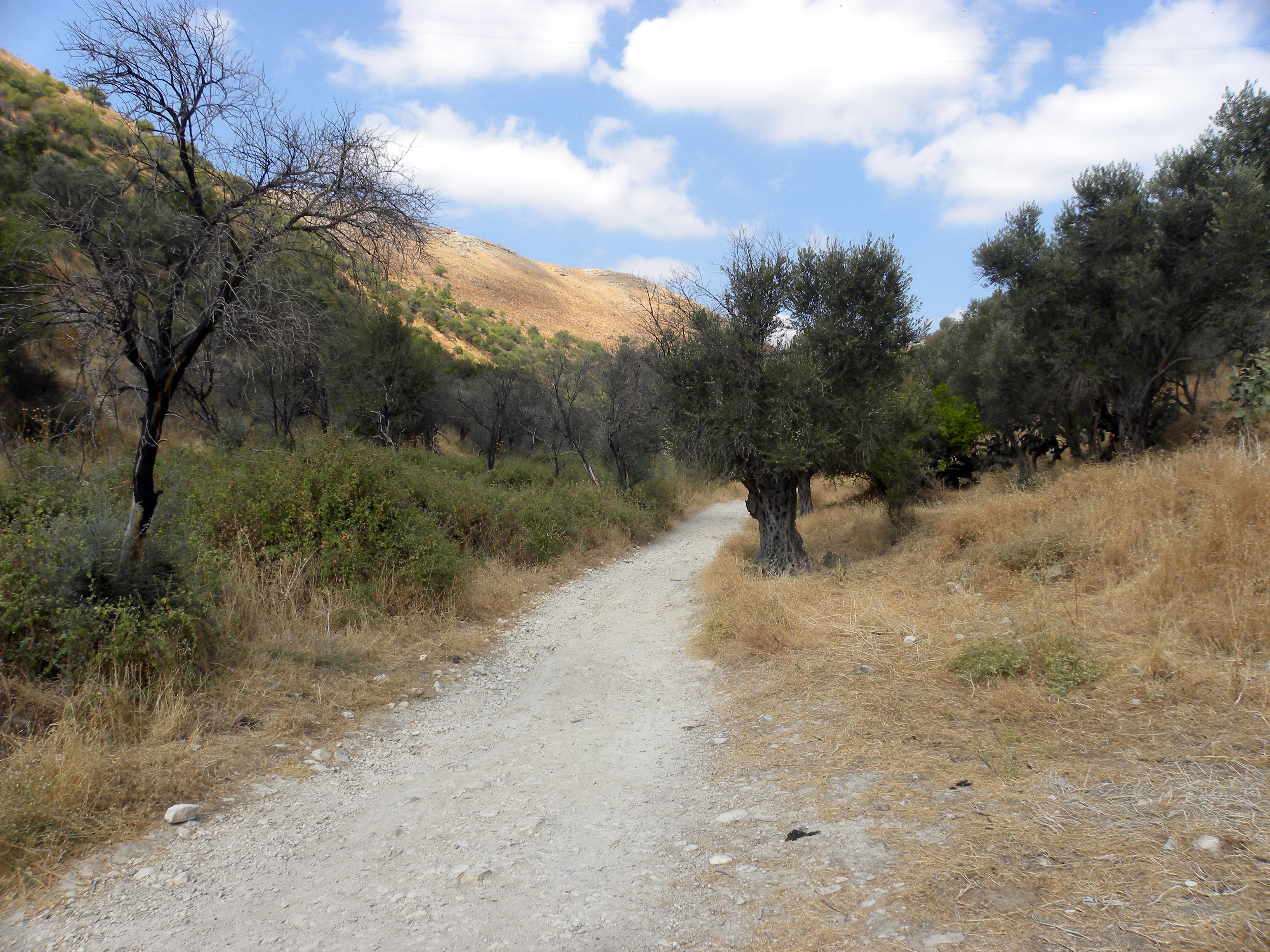
Oude weg van Rosh Pina naar Safed in Galilea (2009)

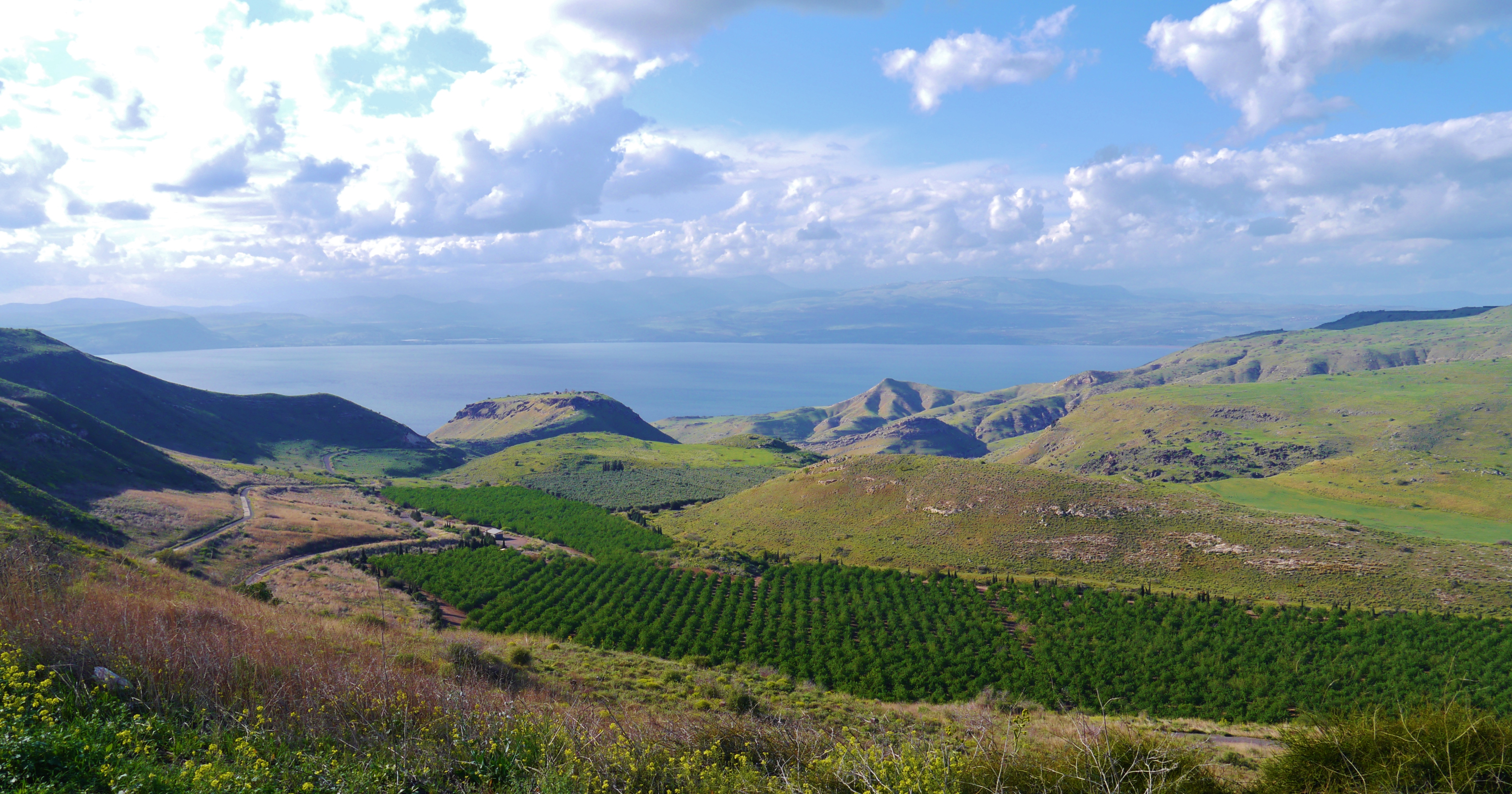
Het meer van Galilea

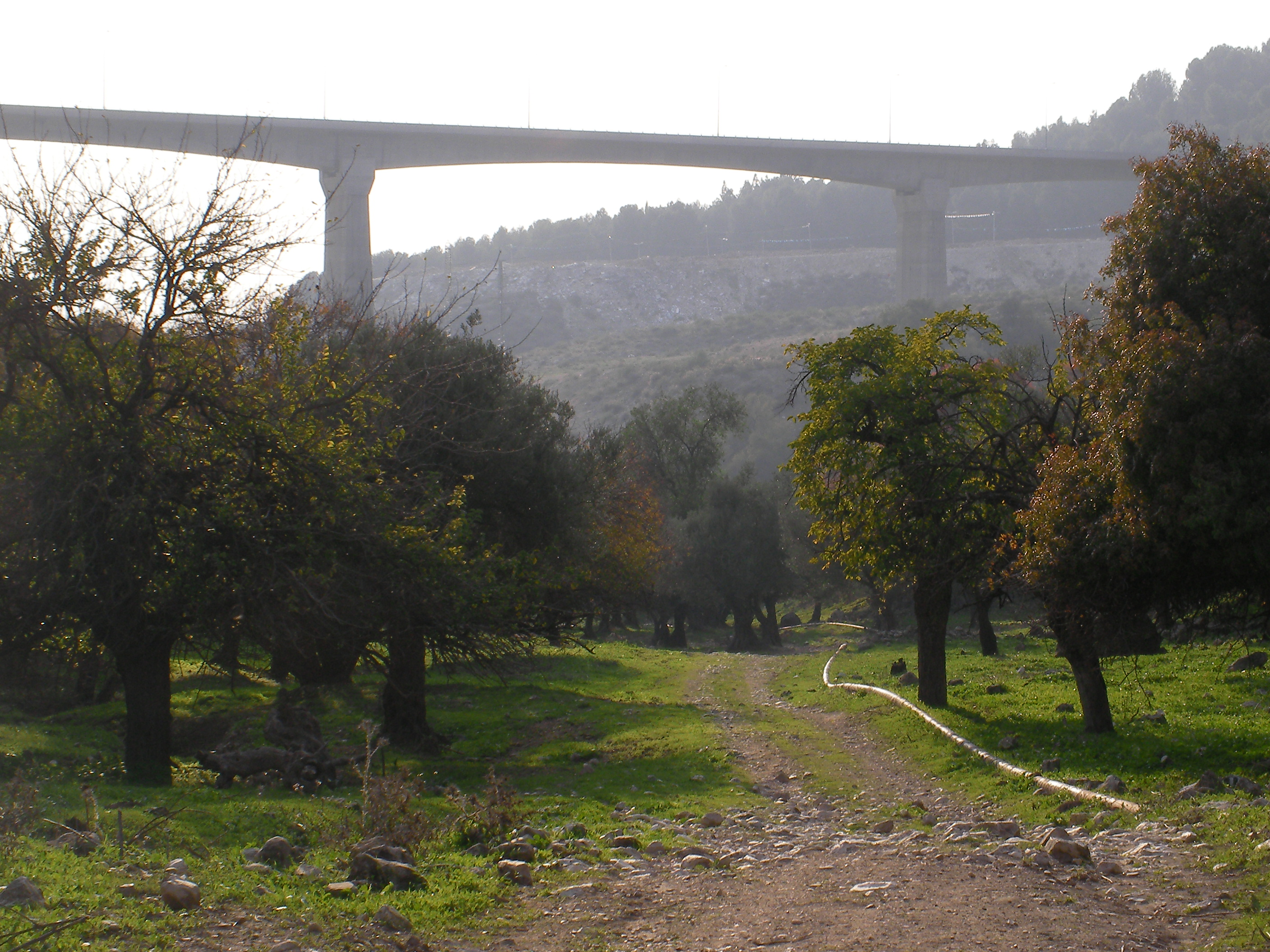
Vallei in de buurt van Safed.

Galilea (Hebreeuws: הגליל, hagGālīl, mogelijk een afkorting van galil ha-gojiem, "district der heidenen"; Grieks: Γαλιλαία Galilaía; Latijn: Galilaea) is een uitgestrekte landstreek in het noorden van de staat Israël en historisch in Libanon. Het is onder meer bekend als het gebied waar Jezus zou zijn opgegroeid en hebben gepredikt.
De streek bestaat uit twee topografische hoogten: Boven-Galilea in het noorden en Beneden-Galilea in het zuiden. Tussen deze twee regio's loopt de Bet Netofa-vallei. Het oosten van Boven-Galilea wordt ook wel de "vinger van Galilea" genoemd. Boven-Galilea is historisch ook gedeeltelijk gelegen in Libanon, maar dat wordt om politieke redenen in de huidige tijd vermeden.

## Bevolking en landschap
In 2015 telde Galilea 1.332.000 inwoners, waarvan 47% joods. De Israëlische overheid heeft geprobeerd de Joodse bevolking in dit gebied te vergroten, maar de niet-Joodse bevolking kent ook een hoge groeisnelheid. De belangrijkste steden in Galilea zijn Nazareth (met grote voorplaatsen), Tiberias en Safed. Andere steden in Galilea zijn Kirjat Sjmona, Karmiël en Sachnin en aan de rand van Galilea Nahariya, Akko (westen), Afula en Bet Shean (zuiden). De stad Haifa, hoewel buiten Galilea gelegen, is een belangrijk dienstencentrum en groter dan de steden in Galilea.
Er zijn bergen, uitgestrekte bossen en natuurreservaten.
Vanwege het heuvelachtige terrein wonen de meeste mensen in Galilea in kleine dorpjes die door relatief weinig wegen met elkaar zijn verbonden. Een spoorlijn loopt ten zuiden van Nahariya langs de Middellandse Zeekust, en in 2016 werd een splitsing naar het oosten geopend. De belangrijkste bronnen van inkomsten in het gebied zijn landbouw en toerisme. Er worden bedrijventerreinen ontwikkeld die de lokale bevolking, waaronder veel recente immigranten, meer werkgelegenheid bieden. De Israëlische regering draagt bij aan het particuliere initiatief, de Galilee Finance Facility, georganiseerd door het Milken Institute en het Koret Economic Development Fund.
Galilea herbergt een grote Arabische bevolking, bestaande uit een moslimmeerderheid en kleinere populaties van Druzen en Arabische christenen. Andere opmerkelijke minderheden zijn de bedoeïenen, de Maronieten en de Circassiërs.
Het deel dat bekend staat als Centraal Galilea strekt zich uit van de grens met Libanon tot aan de noordelijke rand van de Jizreëlvallei, inclusief de steden Nazareth en Sachnin, kent een Arabische meerderheid. De noordelijke helft van Neder Galilea, dat Karmiel en Sachnin omgeeft, staat bekend als het hart van Galilea. Oost-Galilea is bijna 100% Joods. Dit deel omvat de Jordaanvallei en de oevers van het Meer van Galilea, en bevat twee van de vier heilige steden van het judaïsme. Het zuidelijke deel van Galilea, inclusief de Jizreëlvallei, en de regio Gilboa zijn ook bijna 100% joods, met uitzondering van enkele Arabische dorpen in de buurt van de grens met de Westelijke Jordaanoever. Ongeveer 80% van de bevolking van West Galilea tot aan de Libanese grens is Jood, dit volksdeel vormt een kleine meerderheid in het bergachtige Boven Galilea dat een aanzienlijke Arabische minderheid van voornamelijk Druzen en christenen kent.
Toeristische trekpleisters zijn het Meer van Tiberias (ook wel Meer van Galilea), de oude stad Safad (Safed), het graf van Maimonides in Tiberias, kruisvaardersvestigingen in Akko en Bet Shean, Nazareth, Kapernaüm en de Taborberg, de Tefen Sculpture Garden.

## Geschiedenis
Galilea was ooit het noordelijk deel van het voormalige koninkrijk Israël. Door het Karmelgebergte is het op natuurlijke wijze min of meer gescheiden van het zuidelijk deel, de latere regio van Samaria. Galilea werd vermoedelijk bestuurd door een gouverneur, die zetelde in Megiddo en die verantwoording verschuldigd was aan de koning van Israël.

### Assyrische, Babylonische en Perzische periode
In 722 v.Chr. kwam een einde aan het koninkrijk Israël en kwam Galilea onder Assyrisch bestuur te staan. Opgravingen suggereren dat de Assyriërs hun residentie niet in Megiddo vestigden, maar in Akko, maar dit is niet zeker en er zijn ook archeologen die menen dat Hazor in deze periode het bestuurlijke centrum was. Uit opgravingen blijkt bovendien dat de steden in Galilea in deze periode beduidend kleiner zijn dan in de tijd van het koninkrijk Israël. Dit bleef ook zo nadat de Babyloniërs heer en meester over het gebied waren geworden. In godsdienstige zin bleven er contacten tussen het koninkrijk Juda en het gebied van Galilea. De godsdiensthervormingen van de Judese koningen Hizkia en Josia beïnvloedden ook Galilea.
In de Perzische periode werd Galilea overschaduwd door de invloed en voorspoed van de Fenicische kuststeden Tyrus en Sidon. Galilea zelf stelde in deze periode niet veel voor. Voor zover uit de bronnen opgemaakt kan worden, zagen de Perzen Galilea niet als een eigen regio en wezen zij geen aparte bestuurder voor het gebied aan.

### Galilea in de Grieks-Romeinse periode
Na de veroveringen van Alexander de Grote kwam Galilea onder Hellenistisch bestuur te staan. Na Alexanders dood waren het aanvankelijk de Ptolemaeën die vanuit de nieuw gestichte stad Ptolemaïs het gebied bestuurden. Gedurende de 3e eeuw v.Chr. was Galilea verschillende malen het strijdtoneel van conflicten tussen de Ptolemaeën en de Seleuciden, die beide het gebied van Galilea tot aan de Negev claimden. Rond 200 v.Chr. kwam het gebied definitief onder Seleucidisch bestuur te staan. Tijdens de Makkabese opstand, die zich voornamelijk in Judea afspeelde, raakten de Makkabese broers ook regelmatig slaags met Seleucidische troepen die in Galilea gestationeerd waren.
De Hasmonese koning Aristobulus I veroverde in 104 v.Chr. Galilea op de Seleuciden en voegde het toe aan het Hasmonese rijk. Voor zover de bevolking van deze gebieden uit heidenen bestond, dwong hij hen zich te laten besnijden en zo tot het Jodendom toe te treden (Aristobulus' vader Johannes Hyrkanus had eerder in Idumea dezelfde politiek gevoerd). Het lijkt erop dat deze maatregelen vooral Oost-Galilea betroffen, waar naast joden ook groepen Itureeërs woonden. Pompeius veroverde het gebied in 63 v.Chr. voor de Romeinen.
Herodes I, de zoon van de Idumeese gouverneur Antipater werd korte tijd later benoemd tot gouverneur over Galilea (48 v.Chr.). Nadat Herodes de opstand tegen de Romeinen van de Hasmoneeër Antigonus had neergeslagen, kwam Galilea te liggen onder het koningschap van Herodes (ook wel 'Herodes de Grote' genoemd).
Na de dood van Herodes de Grote werd zijn rijk onder verschillende zonen verdeeld. Galilea en Perea kwamen onder het bestuur te staan van Herodes Antipas (4 v.Chr. - 39 na Chr.) en behoorde daarna tot het koninkrijk van Herodes Agrippa I. De belangrijkste steden in Galilea in deze periode waren Tiberias (gesticht door Herodes Antipas) en Sepphoris. Plaatsen als Kapernaüm en Nazareth, die in het Nieuwe Testament een belangrijke rol spelen, waren in deze periode veel minder belangrijk en hadden vaak niet meer dan een paar honderd inwoners.

#### Jezus van Nazareth
Jezus van Nazareth zou in Kafarnaum aan het meer van Galilea gewoond en van daaruit gepredikt en gewerkt hebben. Een populaire wandelroute in Galilea is de Jesus Trail. Dit is een 65 km lange pelgrimsroute die vele plaatsen uit het leven van Jezus met elkaar verbindt. Het pad begint in Nazareth en loopt onder meer langs het Meer van Galilea en de plaats waar de bergrede zou hebben plaats gevonden.

### Provincie Judea
Na Agrippa's dood in 44 na Chr. werd Galilea onderdeel van de Romeinse provincia Judea, waartoe ook de gebieden Judea, Samaria en Idumea behoorden. Dit bleef zo tot in ieder geval de Joodse Opstand (66-70 na Chr.), al zijn er aanwijzingen dat ook daarna de Romeinen het bestuur van Judea en Galilea nogal eens combineerden.
Na de Bar Kochba opstand (132-135 na Chr.), toen de Romeinen de Joden in Judea met argusogen bekeken, bleek Galilea een toevluchtsoord voor de rabbi's. Met name de school in Tiberias bleek belangrijk voor het verder herstel en de verdere ontwikkeling van het Jodendom. De Talmoed Jeroeshalmi steunt voor een belangrijk deel op de rabbi's uit Tiberias.

### Na 1948
In het verdelingsplan van de VN van 1947 (Resolutie 181 Algemene Vergadering Verenigde Naties) werd een groot deel van de streek Galilea aan de Palestijnse staat toegewezen. De Arabisch-Israëlische Oorlog van 1948 leidde echter tot een afname van de plaatselijke Palestijns-Arabische bevolking, deels door vluchten en deels door een verdrijving die begon met ingang van december 1947 met het dorpje Khisas, een actie onder leiding van Yigal Allon. Tevens ging Galilea deel uitmaken van de staat Israël.
Vanaf 2011 trekt Galilea een aanzienlijke binnenlandse migratie aan van Israëliërs die naar het noorden verhuizen als antwoord op de stijgende huizenprijzen in het dichtbevolkte centrale deel van Israël.
Judea · Samaria · Galilea · Perea · Idumea · Dekapolis · Iturea · Batanea · Trachonitis · Auranitis · Gaulanitis